# Hypanartia paullus
Hypanartia paullus  (лат.) — вид дневных бабочек рода Hypanartia подсемейства Nymphalinae семейства нимфалид.

## Ареал
Данный вид бабочек обитает в центральной Америке, на территории Ямайки, Кубы, Пуэрто-Рико.

## Описание
Размах крыльев до 29 мм. Задние крылья оканчиваются 2 короткими «хвостиками».

## Биология
Обитают в тенистых местах на опушках лесов. Можно встретить на таких цветах как Eupatorium, Daucus, Palicourea, Tournefortia, Urera, Senecio и Canna. Бабочки на крыле круглый год, но пик лёта приходится на период июня по август.
Гусеницы питаются Trema micrantha и Piper.